# Castelul Kornis-Rákóczi-Bethlen din Iernut
Castelul Kornis-Rákóczi-Bethlen din Iernut (în maghiară Kornis-Rákóczi-Bethlen-kastély) este un monument istoric aflat pe teritoriul orașului Iernut, operă a arhitectului Agostino da Serena⁠(it)[traduceți] care îmbină elemente ale goticului târziu cu elemente renascentiste.

## Istoric
Clădirea castelului din Iernut a fost construit de Gáspár Bogáti în stil renascentist (1545). Ancadramentul portalului datează din 1574, fiind realizat tot în stilul Renașterii. Clădirea a fost modificată între 1650-1660 de principele Transilvaniei Gheorghe Rákóczi al II-lea, după planurile arhitectului venețian Agostino Serena. Sub domnia lui locuitorii împreună cu biserica au trecut la religia reformată.
În castelul din Iernut a trăit principele Mihai Apafi al II-lea. Sub domnia lui Dieta Transilvaniei a întrunit de cincisprezece ori la Iernut. Întrunirea din 1690 a fost ultima din istoria Principatului Transilvaniei.
În 1703 curuții principelul Francisc Rákóczi al II-lea au cucerit castelul de la Habsburgi. În anul 1707 Francisc Rákóczi al II-lea s-a cazat aici în drum spre Târgu Mureș, unde a fost proclamat principe al Transilvaniei.
De-a lungul anilor castelul a aparținut pe rând mai multor descendenți ai familiei Bethlen. În 1885, Márk Bethlen l-a pierdut castelul în favoarea contelui Jenő Haller. Contele de religie romano-catolică a tercut domeniul în proprietatea bisericii romano-catolice, fiind cumpărat și restaurat parțial în anul 1887 de Statusul Romano-Catolic.
Imobilul a adăpostit o bună perioadă de timp Liceul Agricol din localitate. Castelul din Iernut, monument înscris în patrimoniul cultural național, nu are niciun stăpân din cauza tărăgănării procedurii de retrocedării, riscând astfel să ajungă o ruină din cauza birocrației 

## Statusul Romano-Catolic
Statusul Romano-Catolic, ca autoguvernarea formată din credincioșii romano-catolici transilvăneni, avea sarcina de întreținerea proprietăților bisericești, între care se număra domeniul din Iernut pe care o administra din anul 1885. În acest an domeniul avea o întindere de 5.161 de iugăre în hotarul Iernutului și a opt comune vecine. Domeniul nu era comasat, cuprinzând circa 600 de parcele. Această suprafață se împărțea după registrul cadastral astfel: 1961 iugăre arabil (38%), 1001 iugăre fânaț (19,4 %), 1098 iugăre pășune (21,27 %), 680 iugăre pădure (13%), 19 iugăre vii (6,39%), 144 iugăre păpuriș, 20 iugăre grădini (0,4%) și 230 iugăre teren nefolosit (4,56 %). Situația proprietăților s-a schimbat radical în perioada interbelică, conform unei situații întocmită la 5 mai 1928, Episcopiei Romano-Catolice din Alba Iulia i-a fost expropriată din domeniul avut la Iernut o suprafață de 1693 iugăre, rămânându-i în continuare o suprafață de 126 iugăre.

## Galerie

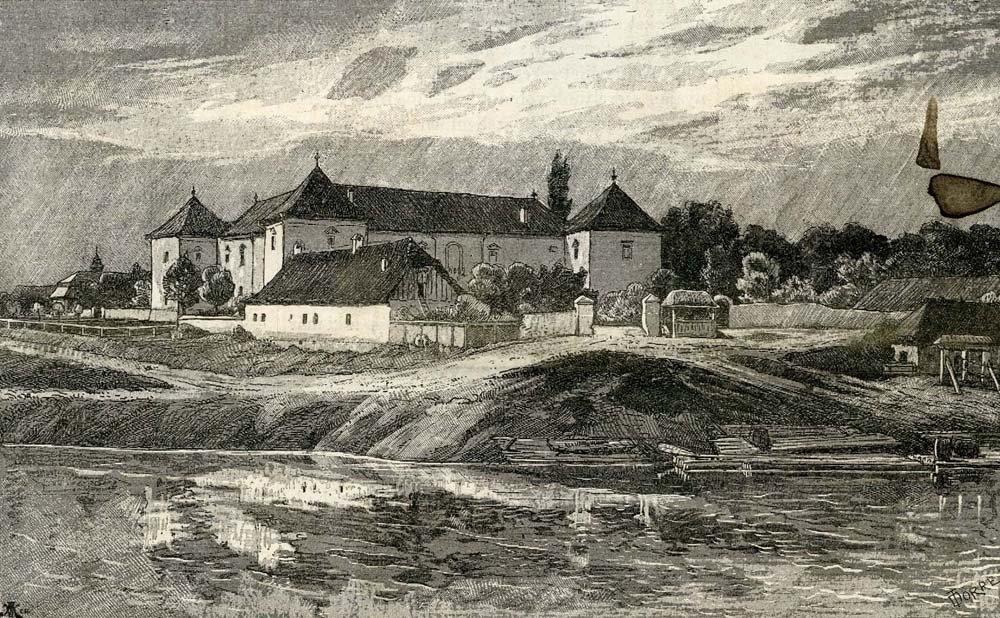
Castelul în 1887
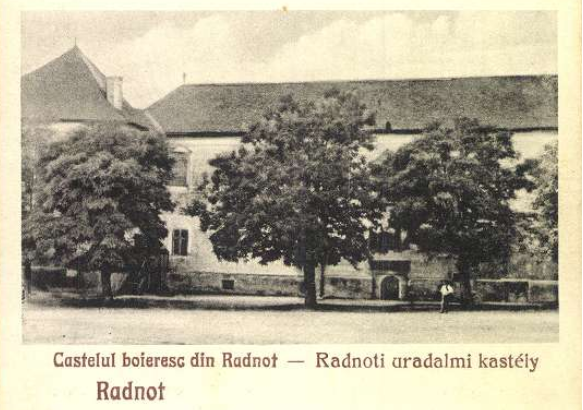
Castelul în 1930
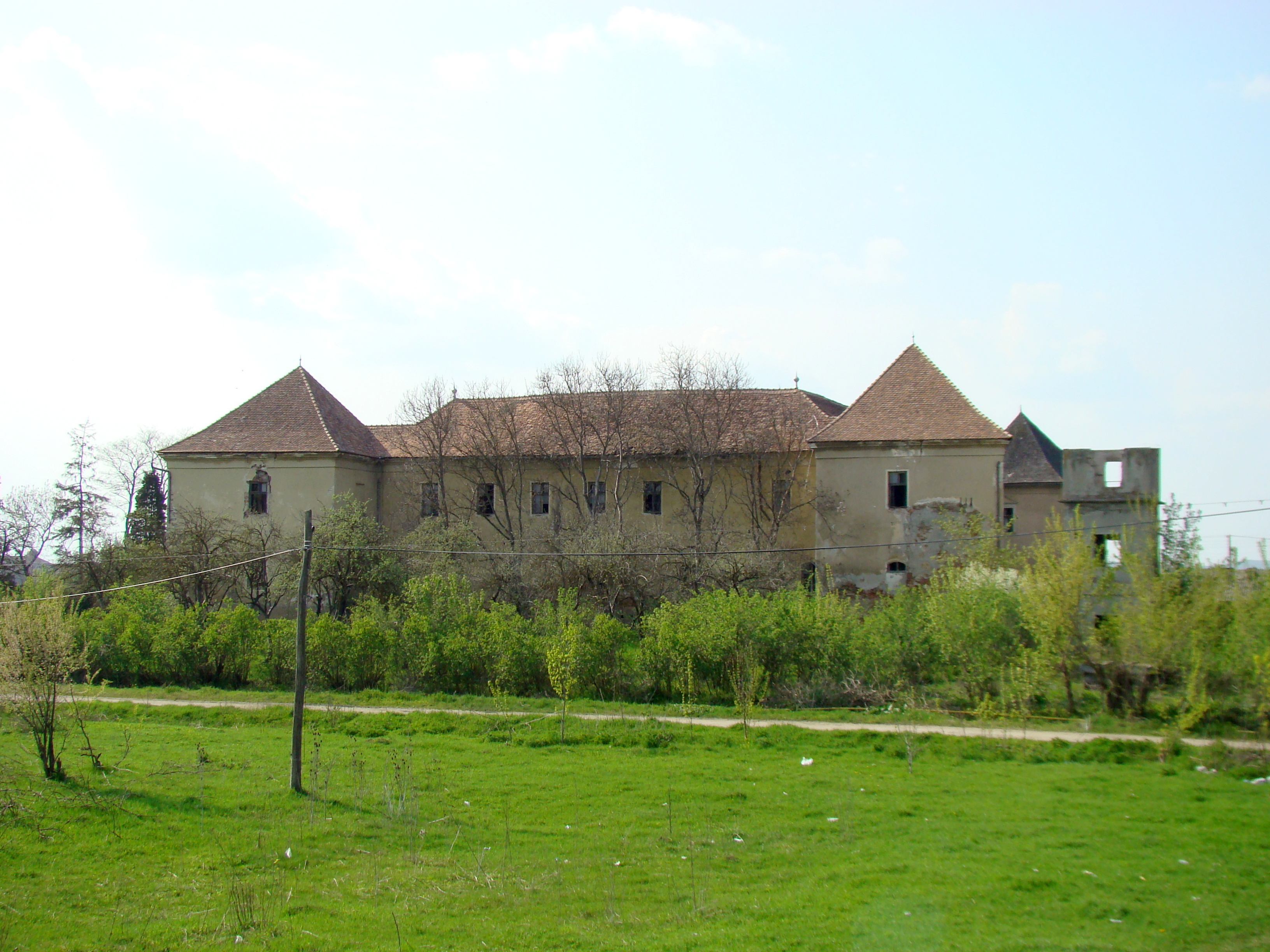
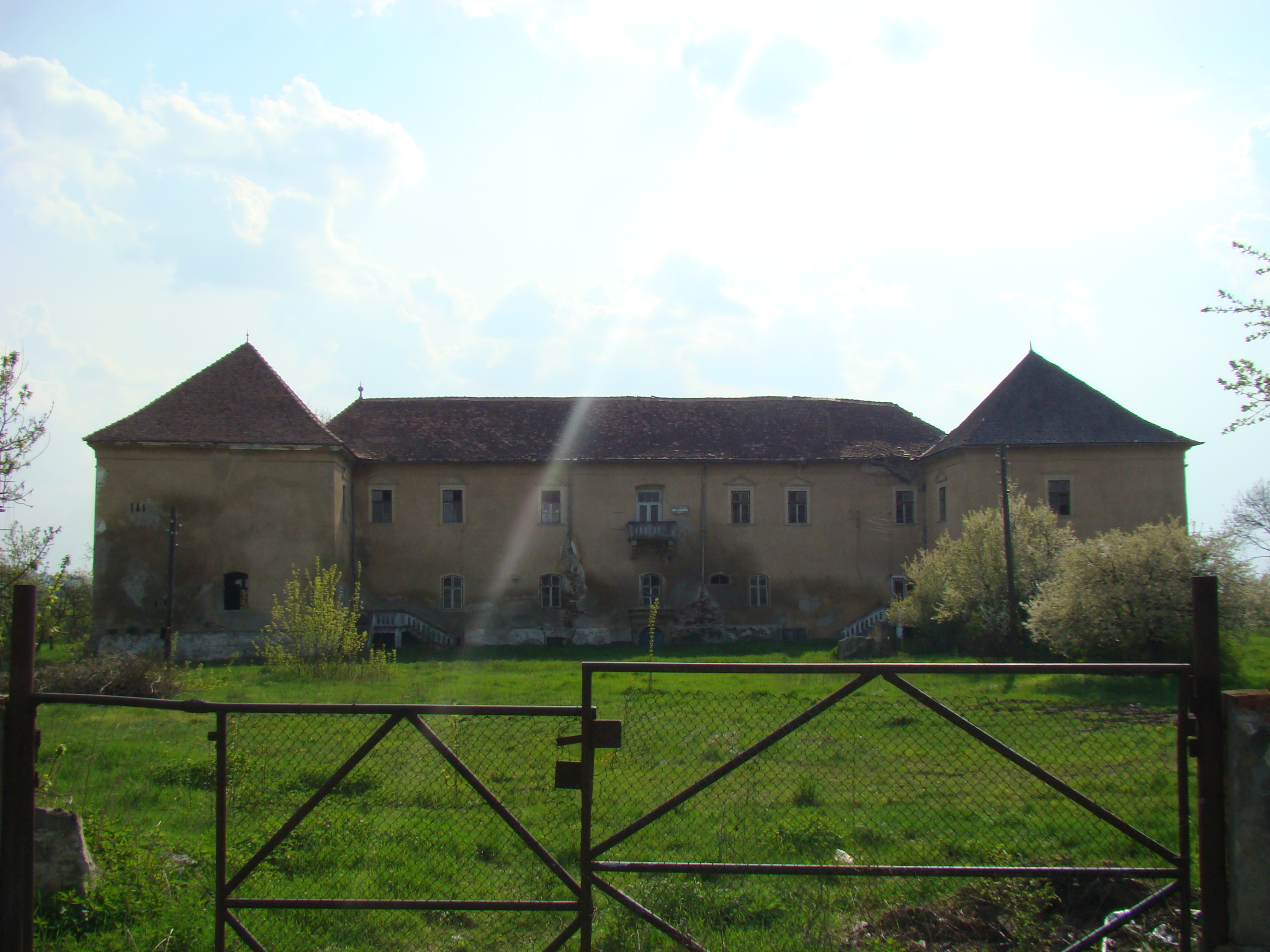
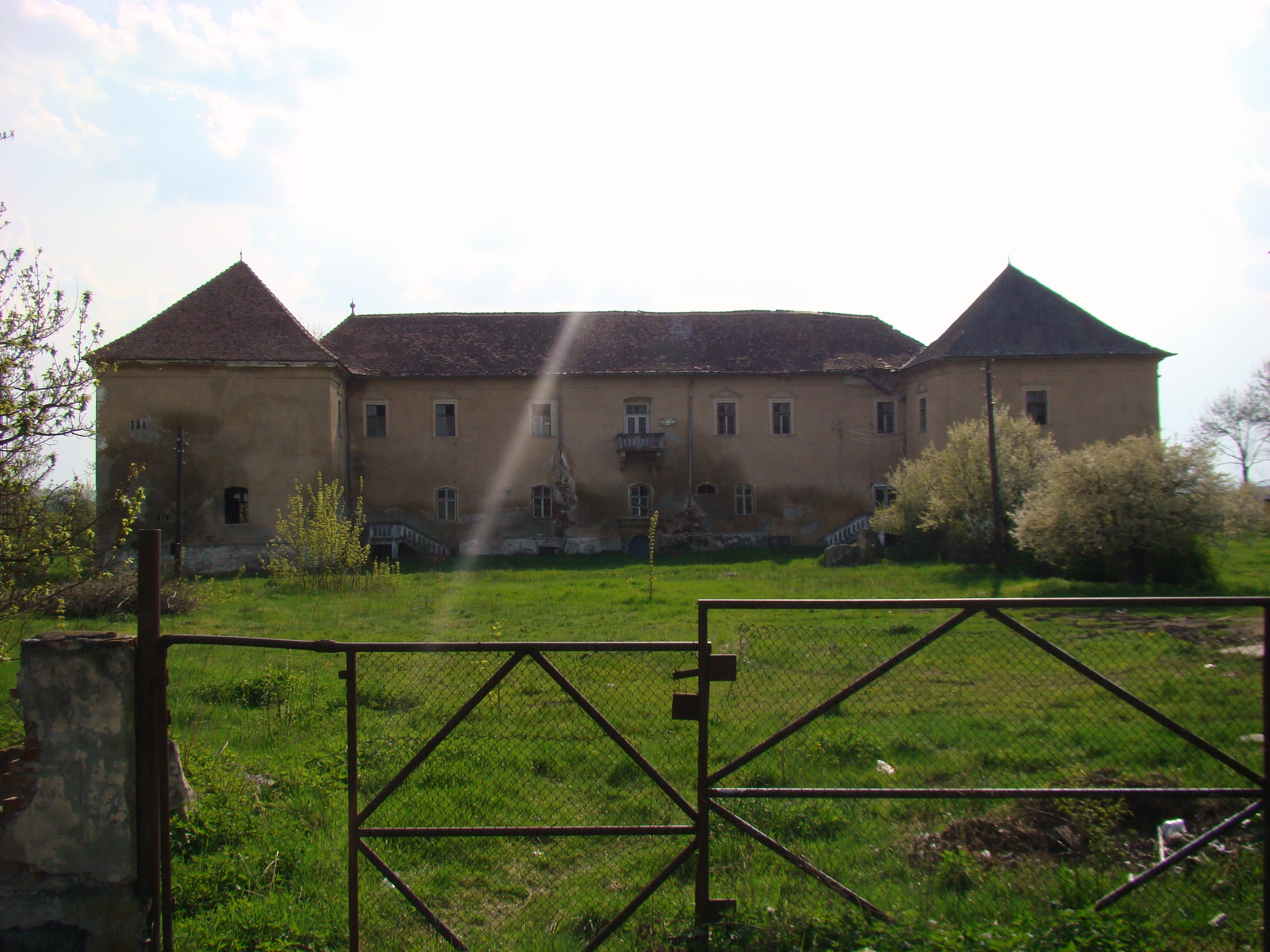
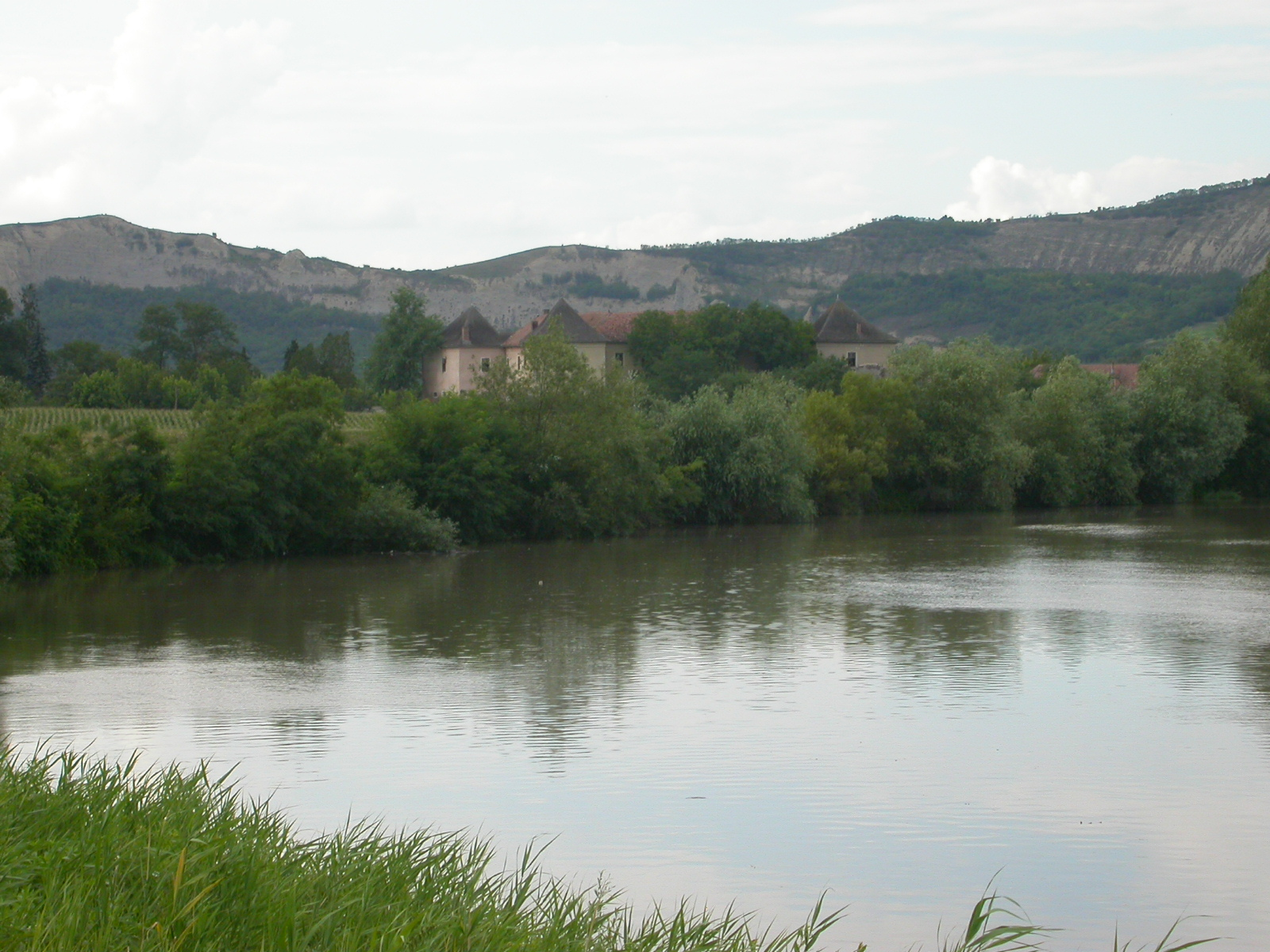
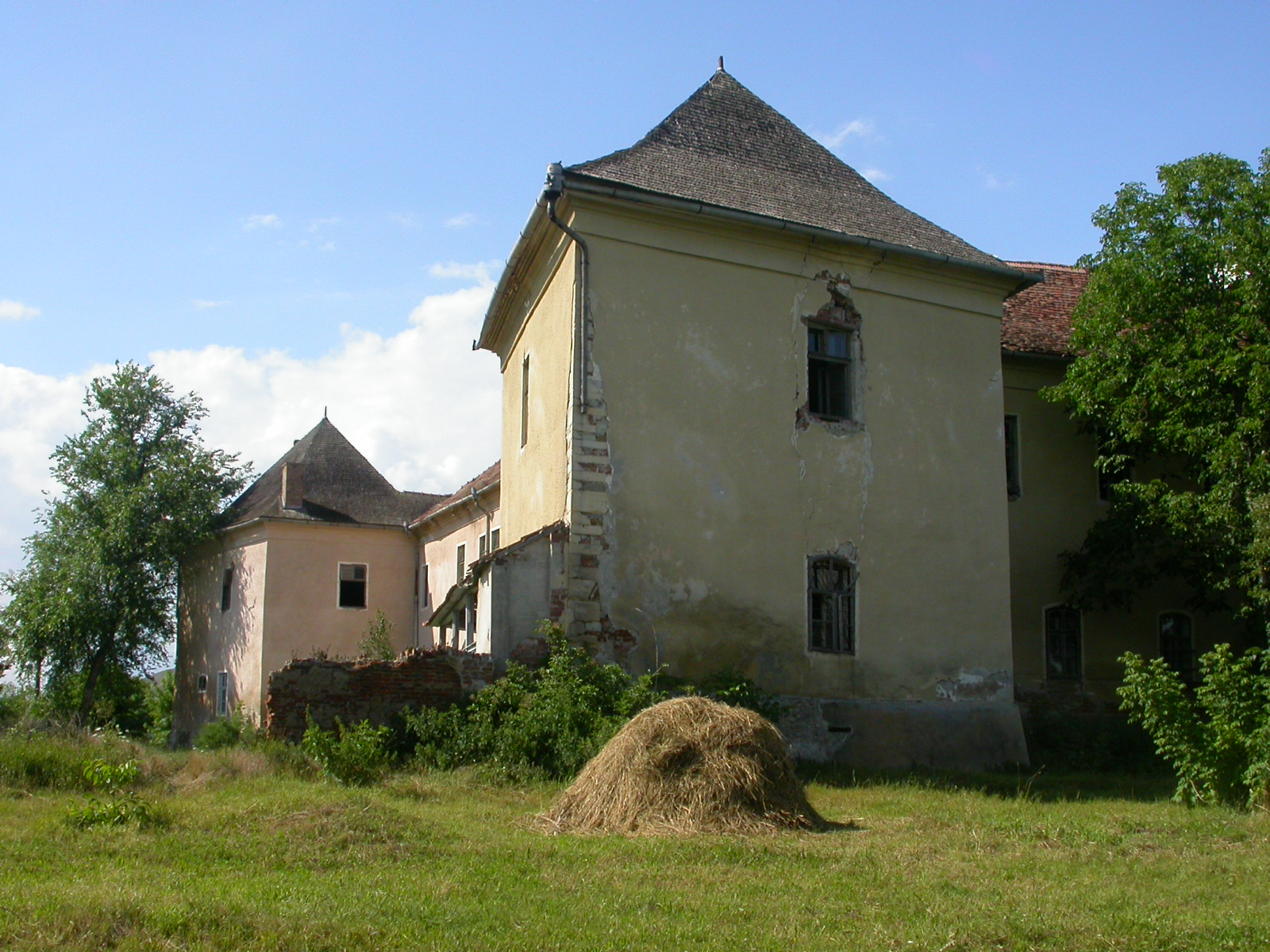
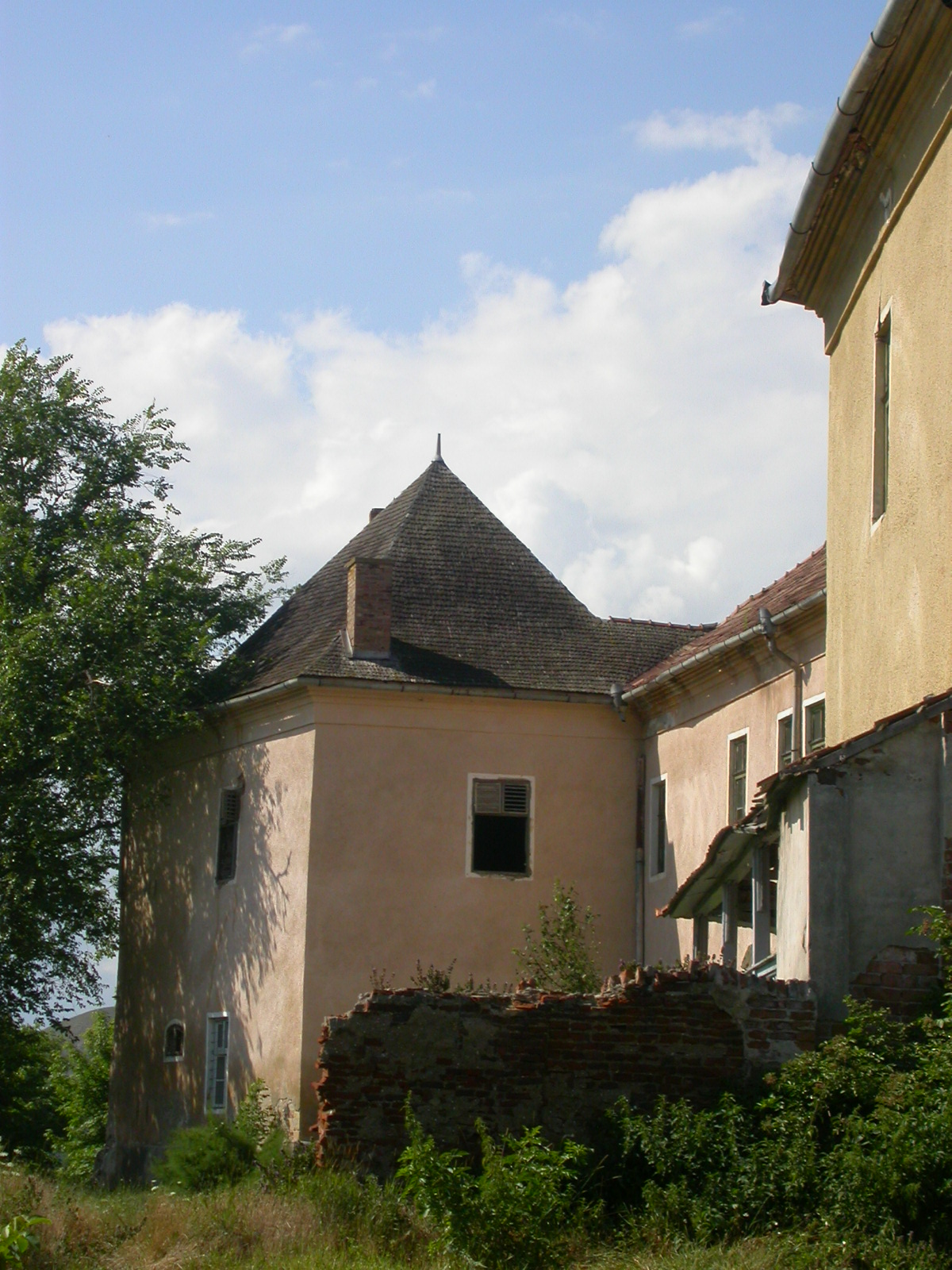
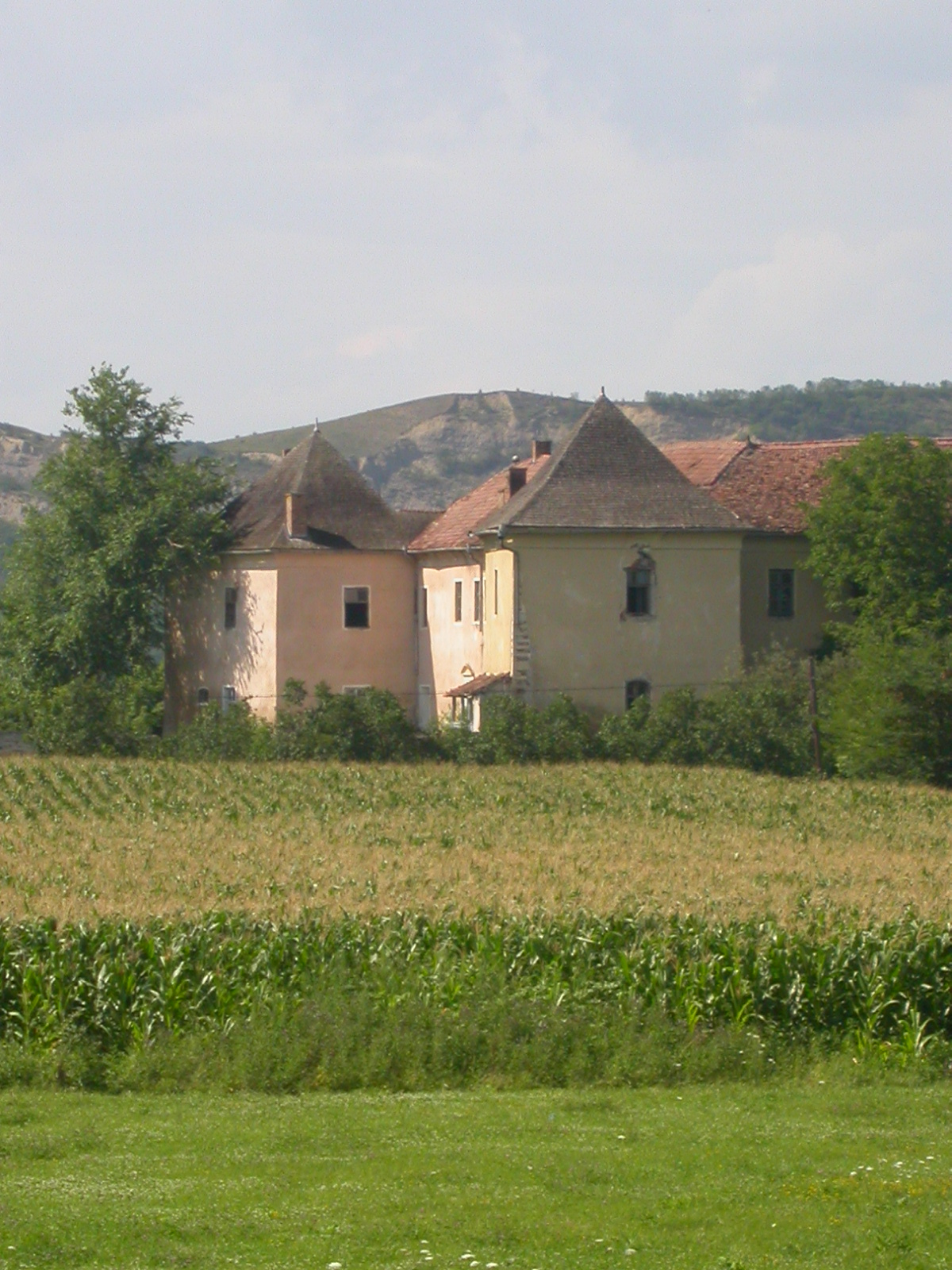
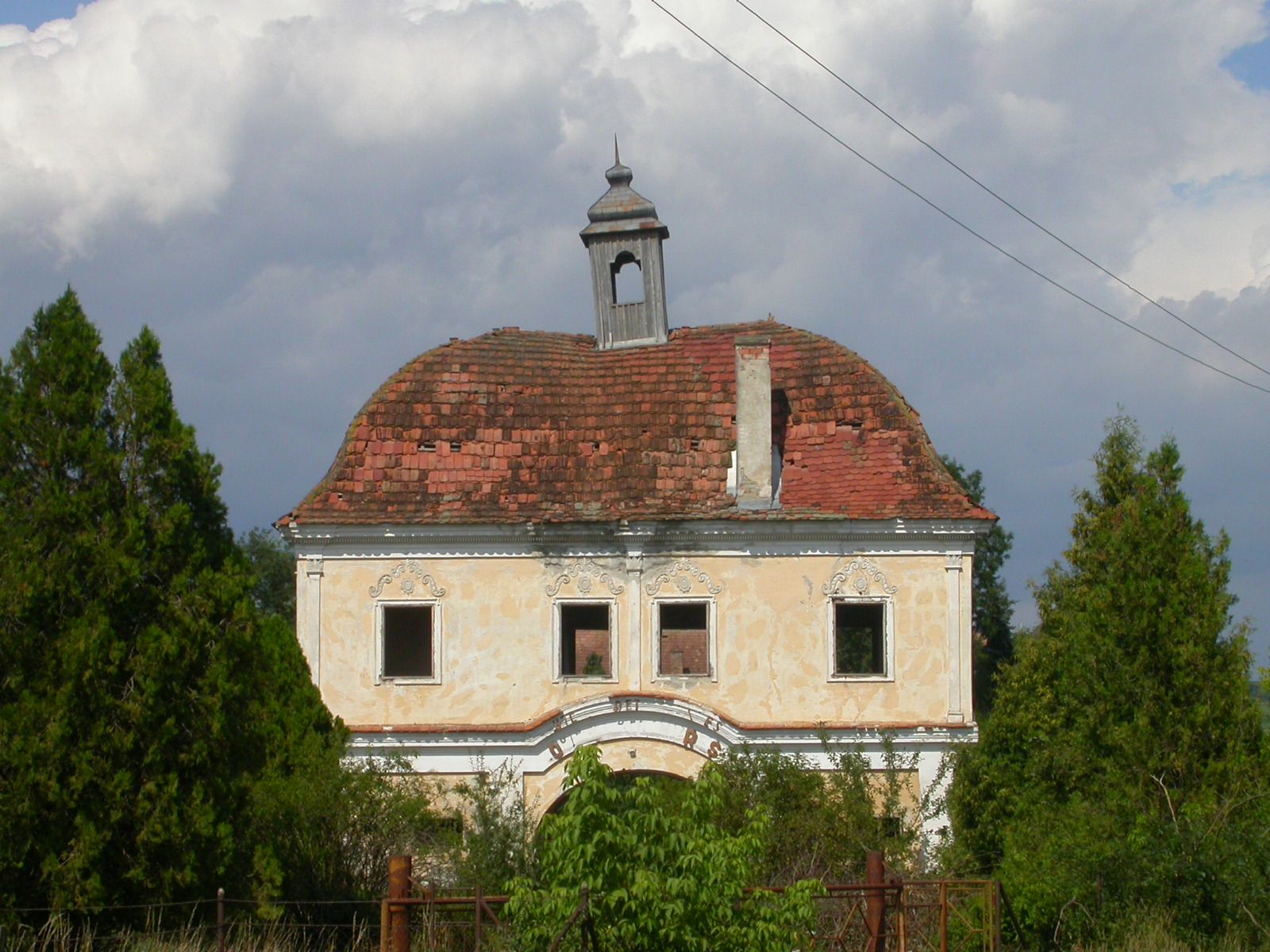
Casa cu șarpe
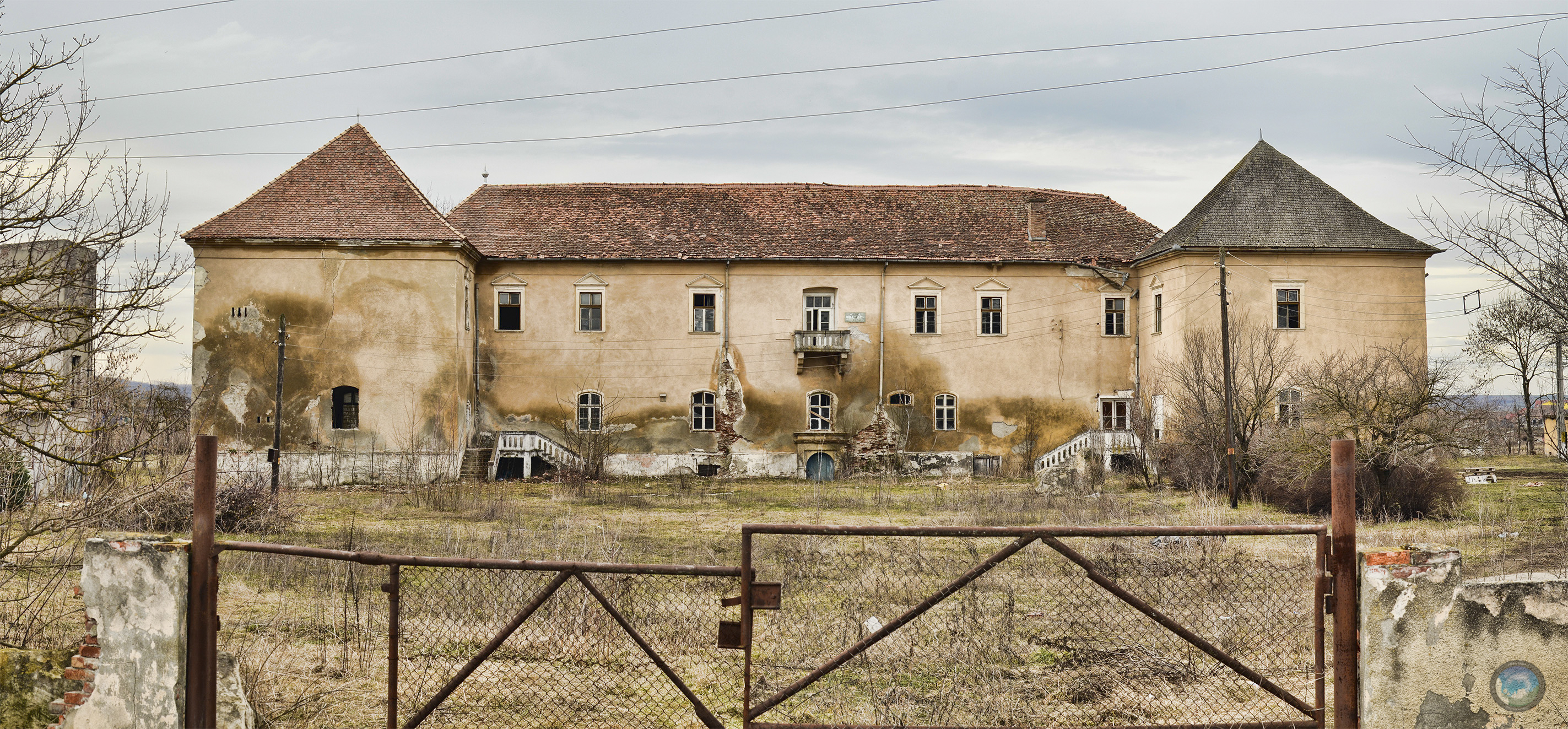